# Tiruvottiyur
Tiruvottiyur é uma cidade e um município no distrito de Thiruvallur, no estado indiano de Tamil Nadu.

## Geografia
Tiruvottiyur está localizada a 13° 10′ N, 80° 18′ L. Tem uma altitude média de 0 metros (0 pés).

## Demografia
Segundo o censo de 2001,  Tiruvottiyur  tinha uma população de 211,768 habitantes. Os indivíduos do sexo masculino constituem 51% da população e os do sexo feminino 49%. Tiruvottiyur tem uma taxa de literacia de 77%, superior à média nacional de 59.5%: a literacia no sexo masculino é de 82% e no sexo feminino é de 71%. Em Tiruvottiyur, 11% da população está abaixo dos 6 anos de idade.